# Gaillac
Gaillac är en kommun i departementet Tarn i regionen Occitanien i södra Frankrike. Kommunen ligger i kantonen Gaillac som tillhör arrondissementet Albi. År 2022 hade Gaillac 16 080 invånare.

## Befolkningsutveckling
Antalet invånare i kommunen Gaillac
| Referens: INSEE |